# Total expense ratio
De Total Expense Ratio (TER) wordt gebruikt bij het beleggen. De TER wordt berekend door de totale kosten van een beleggingsfonds te delen door de gemiddelde waarde van het fonds gedurende een periode, meestal een jaar. Onder de totale kosten vallen alle kosten, exclusief de transactiekosten die de instelling maakt voor aan- en verkopen voor de onderliggende beleggingsportefeuille, die in de verslagperiode ten laste van het resultaat worden gebracht. De ratio heeft betrekking op de kosten die aan de zittende beleggers worden doorberekend. De kosten voor beleggers die in of uit het fonds treden, worden gedekt door op- en afslagen, ook wel bekend onder de Engelse term swing.